# Sarah Bacon
Sarah Bacon (Indianapolis, 20 settembre 1996) è una tuffatrice statunitense.

## Carriera
Ha vinto il primo titolo mondiale ai campionati di Gwangju 2019, dove è arrivata seconda nella gara del trampolino 1m.
Ai Giochi panamericani di Lima 2019 ha vinto la medaglia d'oro nel trampolino 1 m, superando la connazionale Brooke Schultz e la messicana Paola Espinosa, e quella d'argento nel sincro 3 m, dove con la connazionale Brooke Schultz, ha completato la gara alle spalle delle canadesi Jennifer Abel e Pamela Ware. Nel 2024 vince la medaglia d'argento nel sincro 3 metri alle Olimpiadi di Parigi.

## Palmares
- Giochi olimpici

Parigi 2024: argento nel sincro 3m.
- Mondiali

Gwangju 2019: argento nel trampolino 1m.
Budapest 2022: argento nel trampolino 1m.
- Giochi panamericani

Lima 2019: oro nel trampolino 1m e argento nel sincro 3m.